# Louie Hinchliffe
Louie Hinchliffe (Sheffield, 18 luglio 2002) è un velocista britannico.

## Carriera
Nel 2021 partecipa ai Campionati europei under 20 di atletica leggera, dove raggiunge le semifinali dei 200 metri piani. A causa delle sue discrete prestazioni, tra cui una vittoria a livello nazionale nel 2022 e la conquista del suo record personale (poi superato) nei 100 metri piani, viene selezionato per partecipare ai Campionati europei under 23 di atletica leggera 2023 ad Espoo, in Finlandia.
Nel 2024, Hinchliffe partecipa ad una gara organizzata dalla NCAA a Eugene, in cui vince i 100 metri stabilendo anche il suo nuovo record personale (9"95): con questa prestazione diventa il primo atleta europeo a vincere il titolo e il sesto miglior velocista britannico di tutti i tempi. Il 29 giugno 2024, invece, vince la gara dei 100 metri ai Campionati britannici di atletica a Manchester, e il 5 luglio viene selezionato per rappresentare la Gran Bretagna ai Giochi olimpici del 2024 a Parigi, in Francia, nei 100 metri piani e nella staffetta 4×100 metri.
Ai Giochi olimpici, nella gara dei 100 metri piani si classifica terzo in semifinale, non qualificandosi alla finale, mentre in quella della staffetta 4×100 metri, insieme ai connazionali Jeremiah Azu, Nethaneel Mitchell-Blake e Zharnel Hughes, vince la medaglia di bronzo.

## Palmarès
| Anno                                  | Manifestazione  | Sede   | Evento      | Risultato  | Prestazione | Note |
| ------------------------------------- | --------------- | ------ | ----------- | ---------- | ----------- | ---- |
| In rappresentanza della Gran Bretagna |                 |        |             |            |             |      |
| 2024                                  | Giochi olimpici | Parigi | 100 m piani | Semifinale | 9"97        |      |
| 2024                                  | Giochi olimpici | Parigi | 4×100 m     | Bronzo     | 37"61       |      |